# Batu Layan
Batu Layan is een bestuurslaag in het regentschap Padang Sidempuan van de provincie Noord-Sumatra, Indonesië. Batu Layan telt 671 inwoners (volkstelling 2010).